# ユダヤ人と彼らの嘘について
『ユダヤ人と彼らの嘘について』（ユダヤじんとかれらのうそについて、ドイツ語: Von den Jüden und jren Lügen、現代ドイツ語ではVon den Juden und ihren Lügen）は、ドイツの宗教改革家・マルティン・ルターが1543年に上梓した反ユダヤ主義の論文。同論文の中でルターは、ユダヤ人を「下劣な偶像崇拝者、つまり神の子ではなく己が家系や割礼を誇りにし、法を汚らわしい物と見なしている連中」と言い切り、シナゴーグに至っては「救い難い邪悪な売春婦」とまで形容している。本論文の最初の十節では、ユダヤ人並びにユダヤ教に係る自らの見解や、クリスチャン及びキリスト教との比較について、かなりの分量を割いており、それ以後はクリスチャンに対し、以下の7項目を実践するよう説いている。
1. シナゴーグやイェシーバーを、跡形残らず徹底的に焼き払うべし
2. 更にユダヤ人の所有する家をも打ち壊し、所有者を田舎に住まわせるべし
3. 宗教書を取り上げるべし
4. ラビの伝道を禁じ、従わないようであれば処刑すべし
5. ユダヤ人を撲滅するための方途を穏便に実行すべし
6. 高利貸しを禁じ、金銀を悉く没収し、保管すべし
7. ユダヤ人を農奴として働かせるべし

第二次世界大戦以降、学問の分野で支配的となった見解は、本論文が宗教改革からホロコーストまでの数世紀において、ユダヤ人に対するドイツ人の態度に少なからぬ影響を与えた、というものであった。しかし、この見解に対して神学者のヨハネス・ヴォルマンは、ドイツ国内では影響力を持ち得ず、現に18世紀から19世紀までの間、見向きもされなかったと指摘。また、ハンス・ヒレルブラントも、国内の反セム主義の展開におけるルターの役割に焦点を当てれば、却って「ドイツ史というより大きな特色」を過小評価することになるとしている。
なお1980年代以降、ルター派教会の中には、ユダヤ人差別を煽動するルターの書物を、公式に非難するものも存在している。とりわけ水晶の夜事件から60年が経過した1998年11月、バイエルン州のルター派教会が「マルティン・ルターの作品や伝統の恩恵とともに、彼の反ユダヤ的な発言を深く受け止め、神学上に果たした役割を認識し、それらがどのような結果を齎したか、ということを知ることは、ルター派教会にとって避けて通れない問題である。ルターの神学理論における、反ユダヤ主義の如何なる言明からも、距離を置かなければならない」との声明を発表した。

## ルターの見解の変遷
ルターの生涯において、ユダヤ人に対する態度は様々な形を取っている。前半生、就中1537年頃までは、ユダヤ人をキリスト教に改宗したがっていたが、後半生、とりわけ晩年の9年間はユダヤ人を非難し、迫害を促していたという。以下、ルターのユダヤ人観の変遷を見てゆく。

### カトリック教会に対して
ルターは若い頃、カトリック教会の福音を汚らわしく思っていたため、ユダヤ人がこれを宣言してまで、キリスト教に改宗することは無かったと論じている。また、福音主義の神託が穏便に差し向けられるのであれば、ユダヤ人はこれを喜んで受け入れるであろうとした。更に、ユダヤ人が直面する劣悪な生活実態にも目を向け、イエスがユダヤ人として生を享けたことを否定する者は、異端であるとも主張。
なお、ユダヤ人に初めて言及したのは、1514年にゲオルク・シュパラティンへ出した、次のような手紙である。
| 「 | ユダヤ人の改宗はあくまで神の御業であり、人間が行うものではありません。もしこれらの非礼が成されるのであれば、事態はより悪化するでしょう。コヘレトの言葉にあるように、ユダヤ人は天罰により神に見放された状態に陥り、更生によって良くなるどころか益々悪くなり、手が付けられない状態になるのは必至です | 」 |

その後、ルターは1519年、ユスティニアヌス1世による、529年のローマ法大全で確立された「ユダヤ人の隷属」という教義について、次のように意見している。
| 「 | 愚かな神学者共が、ユダヤ人に対する嫌悪感を正当化していやがる。我々がユダヤ人に憎しみをぶちまけ、残忍な行為に及ぶ時、ユダヤ人自身はどの様に思うであろうか。我々はクリスチャンというよりも、獣に近いのではないか | 」 |

マニフィカトに関しても、旧約聖書の最初の5冊であるトーラーに、ユダヤ教の境遇を強調していると批判。ユダヤ人は「自ら法を守ろうとすることはあっても、そこから自分達の貧困で呪われた立場を知ることは無い」とした。しかし、ユダヤ人は常にクリスチャンになれる以上、神の恩寵は何時でもアブラハムの子孫たるユダヤ人に向けられていると結論付けている。
1523年に発表した随筆『イエス・キリストがユダヤ人として生まれたということ』の中で、ユダヤ人に対する非人間的な扱いを扱き下ろし、クリスチャンに対しユダヤ人に気持ち良く接するよう促した。そして、ルターが熱心に訴えたかったのは、ユダヤ人が福音をはっきりと宣言すれば、キリスト教に改宗するであろうというものであった。それ故、次のように述べている。
| 「 | もし私がユダヤ人で、そのような馬鹿がキリスト教の教義を支配し教えるのであれば、クリスチャンというよりは直ぐにでも豚になってやろう。あいつらは恰も、ユダヤ人を人類よりも寧ろ犬であるかのように扱っており、剰え彼らの財産を嘲り分捕ることしかしなかった。洗礼を施すのみでキリスト教の教義なり生活を示さず、カトリック教会や修道院に服属させることしかしなかったならば、（中略）ユダヤ人でもある使徒達が、我々非ユダヤ人がユダヤ人にするように、我々を非ユダヤ人として扱ったならば、非ユダヤ人の中にクリスチャンは決していなかったであろう。（中略）我々は（クリスチャンとしての）地位に甘んじている時こそ、ユダヤ人がキリストと血縁関係にある一方で、我々がただの非ユダヤ人であるということを忘れてはいけない。我々はあくまで部外者であって、ユダヤ人こそが主と血の繋がった親戚や従兄弟であり、兄弟なのである。それ故、もしユダヤ人が実際には人間性や血統の面で、我々よりもキリストに近いことを誇る者がいれば、（中略）もし我々が真に彼らを救いたいのであれば、カトリック教会法ではなく、クリスチャンの愛という掟によって、導かねばならない。彼らを心から受け入れ、我々と共に取引し働くことを許さなければならない。彼らは我々の仲間になる機会があり、我々のクリスチャンの教えを耳にし、我々の生き様を目の当たりにするかもしれないのだから。万が一、ユダヤ人の中に手に負えないことが分かる者がいたとしても、それが何になろうか。結局のところ、我々自身が皆良きクリスチャンであるという訳では無いのである | 」 |

### ユダヤ人に対して
1536年8月、ルターと友好関係にあったザクセン選帝侯のヨハン・フリードリヒは、ユダヤ人が自国の領内に住んだり、仕事をしたり、あるいは通過することを禁ずる命令を出した。アルザス人ラビのロシェイムのヨセルは改革派のヴォルフガング・カピトへ、選帝侯に謁見すべくルターに話を持ち掛けるよう頼んだものの、ルターは斡旋を悉く拒んだという。ルターはヨセルに対し、「私は嘗て、ユダヤ人のために喜んで最善を尽くしたものでしたが、私が自分から親切に接してまで、あなた（ユダヤ人）の頑固さに貢献することは無いでしょう。主との仲介者を他にも見付けたら如何ですか」と述べ、ユダヤ人の改宗は不成功に終わったことを告白した。
ヘイコ・オベルマンは、ユダヤ人に対するルターの態度の変容について、「現在でさえ、こうした拒絶反応が、ルターがユダヤ人に対して好意から敵愾心を抱くに至った、決定的なターニング・ポイントとされる」と述べたものの、ルターであればいかなる「ターニング・ポイント」をも拒否ていたであろうとした。ユダヤ人は寧ろ、キリスト教への改宗に当たり不要な障害を避けるため、「友好的な方法」で接しなければならないと感じていた、というのである。
一方、歴史家のポール・ジョンソンは、「ルターは罵詈雑言に飽き足らず、反セム主義のパンフレットを執筆する前でさえ、1537年にザクセン州から、1540年代にはドイツ国内の諸都市からユダヤ人を追放した。というのも、ブランデンブルク州からユダヤ人を追い出す選帝侯を得ようとしたが、成らなかったためである」と述べている。
また、ミカエル・ベレンバウムは、ルターがキリスト教の権威の唯一の源として、聖書に依拠していたことが、後にイエスがメシアたることを拒絶するユダヤ人に、憤激するようになったのではないかとした。
ルターにとって、救済はイエスが神の子であり、ユダヤ教への執着は共有されないという信念に依るものであった。グラハム・ノーブルは、ルターがユダヤ人を殲滅するのではなく救いたがっており、彼らに「痛烈な不寛容」があったからこそ、「ユダヤ人をキリスト教により一層改宗しようとしたのではないか」と指摘している。

## 書誌情報
- マルチン・ルター、I・B・プラナイティス『ユダヤ人と彼らの嘘／仮面を剥がされたタルムード』歴史修正研究所監訳、太田龍解説、雷韻出版、2003年6月20日。ISBN 4-947737-37-9。